# SS Arizona
Pour les articles homonymes, voir Arizona (homonymie).
Pour les autres navires du même nom, voir USS Arizona et USS Hancock.
Le SS Arizona est un paquebot transatlantique de la compagnie maritime britannique Guion Line construit en 1879 puis un navire de guerre de l'US Navy sous le nom d’USS Hancock. Il est le premier d'une série de trois paquebots rapides (avec l’Alaska et l’Oregon) commandés par Stephen Barker Guion, le directeur de la Guion Line aux chantiers navals John Elder & Co. à Govan (Écosse) sur une idée de William Pearce, l'actionnaire principal des chantiers. Il dessert la ligne transatlantique entre Liverpool et New York via Queenstown.
Dès sa première année de mise en service, il bat en juin 1879 le record de traversée transatlantique dans le sens est-ouest sans parvenir toutefois à décrocher le prestigieux Ruban bleu qui récompense la traversée la plus rapide de l'Océan Atlantique dans le sens contraire, en 7 jours 8 heures et 11 minutes à la vitesse moyenne de 15,96 nœuds entre Sandy Hook et Queenstown. Les deux autres navires de la série (l’Alaska et l’Oregon) remporteront à leur tour le Ruban bleu dans les années suivantes.
Le 7 novembre 1879, il heurte un iceberg au large de Saint-Jean de Terre-Neuve, endommageant gravement sa proue.
Après la disparition de la compagnie, il dessert la ligne pacifique à destination de San Francisco, le Japon et la Chine avant d'être vendu à l'US Navy qui le reconstruit comme navire de guerre sous le nom d’USS Hancock. Il participe notamment à la Première Guerre mondiale en servant de transport de troupes dans l'océan Atlantique Nord en 1917 et 1918. Démobilisé, il passe ses dernières années à quai à Philadelphie avant d'être démantelé en 1926.